# Anoplius virginiensis
Anoplius virginiensis är en stekelart som först beskrevs av Cresson.  Anoplius virginiensis ingår i släktet Anoplius och familjen vägsteklar. Inga underarter finns listade i Catalogue of Life.